# Campeonato Mundial de Atletismo Júnior de 2010 - 200 m feminino
A prova dos 200 metros rasos feminino do Campeonato Mundial de Atletismo Júnior de 2010 ocorreu entre os dias 22 e 23 de julho, em Moncton, no Canadá. 

## Recordes
Antes desta competição, os recordes mundiais e do campeonato nesta prova eram os seguintes:
|     | Nome             | Nacionalidade  | Tempo | Local    | Data                 |
| --- | ---------------- | -------------- | ----- | -------- | -------------------- |
| WJR | Allyson Felix    | Estados Unidos | 22.18 | Atenas   | 25 de agosto de 2004 |
| CR  | Shalonda Solomon | Jamaica        | 22.82 | Grosseto | 16 de julho de 2004  |

## Medalhistas
| Ouro                  | Prata                | Bronze              |
| Stormy Kendrick (USA) | Jodie Williams (GBR) | Jamile Samuel (NED) |

## Cronograma
Todos os horários são locais (UTC-4).
| Data        | Hora  | Evento        |
| ----------- | ----- | ------------- |
| 22 de julho | 09:55 | Eliminatórias |
| 22 de julho | 18:30 | Semifinal     |
| 23 de julho | 20:25 | Final         |

## Resultados

### Eliminatórias
As eliminatórias se iniciaram no dia 22 de julho ás 09:55. 
Bateria 1
Vento: +2.0 m/s
| Posição | Atleta            | Nacionalidade            | Tempo | Notas |
| ------- | ----------------- | ------------------------ | ----- | ----- |
| 1       | Allison Peter     | Ilhas Virgens Americanas | 23.62 | Q     |
| 2       | Bárbara Leôncio   | Brasil                   | 23.75 | Q     |
| 3       | Adelina Pastor    | Roménia                  | 23.95 | Q     |
| 4       | Tynia Gaither     | Bahamas                  | 24.08 | q     |
| 5       | Nimet Karakuş     | Turquia                  | 24.23 | q     |
| 6       | Yanique Ellington | Jamaica                  | 24.63 |       |
| 7       | Janet Amponsah    | Gana                     | 24.86 |       |

Bateria 2
Vento: +0.2 m/s
| Posição | Atleta            | Nacionalidade        | Tempo | Notas |
| ------- | ----------------- | -------------------- | ----- | ----- |
| 1       | Stormy Kendrick   | Estados Unidos       | 23.75 | Q     |
| 2       | Florence Nkiruka  | Nigéria              | 23.79 | Q     |
| 3       | Fanny Chalas      | República Dominicana | 24.12 | Q     |
| 4       | Loreanne Kuhurima | Países Baixos        | 24.15 | q     |
| 5       | Ella Nelson       | Austrália            | 24.26 | q     |
| 6       | Narumi Tashiro    | Japão                | 24.61 |       |
| 7       | Liona Rebernik    | Eslovênia            | 24.62 |       |

Bateria 3
Vento: +0.5 m/s
| Posição | Atleta              | Nacionalidade  | Tempo | Notas |
| ------- | ------------------- | -------------- | ----- | ----- |
| 1       | Anthonique Strachan | Bahamas        | 23.66 | Q     |
| 2       | Mujinga Kambundji   | Suíça          | 23.93 | Q     |
| 3       | Ashton Purvis       | Estados Unidos | 24.26 | Q     |
| 4       | Diandre Gilbert     | Jamaica        | 24.49 |       |
| 5       | Julia Riedl         | Alemanha       | 24.64 |       |
| 6       | Chinta Gunti Santhi | Índia          | 25.01 |       |
| 7       | Nicole Pérez        | Porto Rico     | 25.63 |       |

Bateria 4
Vento: +0.7 m/s
| Posição | Atleta                | Nacionalidade | Tempo | Notas |
| ------- | --------------------- | ------------- | ----- | ----- |
| 1       | Jodie Williams        | Reino Unido   | 23.79 | Q     |
| 2       | Jennifer Galais       | França        | 24.16 | Q     |
| 3       | Justine Palframan     | África do Sul | 24.16 | Q     |
| 4       | Crystal Emmanuel      | Canadá        | 24.21 | q     |
| 5       | Martina Riedl         | Alemanha      | 24.32 |       |
| 6       | Maitane Iruretagoyena | Espanha       | 24.70 |       |
| 7       | Loretta Miani         | Suíça         | 25.23 |       |

Bateria 5
Vento: +0.8 m/s
| Posição | Atleta           | Nacionalidade         | Tempo | Notas |
| ------- | ---------------- | --------------------- | ----- | ----- |
| 1       | Kai Selvon       | Trinidad e Tobago     | 23.58 | Q     |
| 2       | Kana Ichikawa    | Japão                 | 23.92 | Q     |
| 3       | Orphée Neola     | França                | 24.43 | Q     |
| 4       | Lenka Kršáková   | Eslováquia            | 24.80 |       |
| 5       | Chizoba Okodogbe | Nigéria               | 25.03 |       |
| 6       | Davanna Claxton  | São Cristóvão e Neves | 25.59 |       |

Bateria 6
Vento: +0.5 m/s
| Posição | Atleta           | Nacionalidade | Tempo | Notas |
| ------- | ---------------- | ------------- | ----- | ----- |
| 1       | Jamile Samuel    | Países Baixos | 23.56 | Q     |
| 2       | Emily Diamond    | Reino Unido   | 23.73 | Q     |
| 3       | Cassandra Pascal | Canadá        | 24.00 | Q     |
| 4       | Karlie Morton    | Austrália     | 24.16 | q     |
| 5       | Gloria Hooper    | Itália        | 24.74 |       |
| 6       | Liliana Núñez    | Equador       | 24.96 |       |

### Semifinal
As semifinais se iniciaram no dia 22 de julho ás 18:30. 
Semifinal 1
Vento: +1.3 m/s
| Posição | Atleta          | Nacionalidade  | Tempo | Notas |
| ------- | --------------- | -------------- | ----- | ----- |
| 1       | Jodie Williams  | Reino Unido    | 23.20 | Q     |
| 2       | Jamile Samuel   | Países Baixos  | 23.21 | Q     |
| 3       | Ashton Purvis   | Estados Unidos | 23.48 | q     |
| 4       | Bárbara Leôncio | Brasil         | 23.86 |       |
| 5       | Adelina Pastor  | Roménia        | 24.04 |       |
| 6       | Ella Nelson     | Austrália      | 24.06 |       |
| 7       | Jennifer Galais | França         | 24.35 |       |
| 8       | Tynia Gaither   | Bahamas        | 24.48 |       |

Semifinal 2
Vento: +1.8 m/s
| Posição | Atleta              | Nacionalidade            | Tempo | Notas |
| ------- | ------------------- | ------------------------ | ----- | ----- |
| 1       | Allison Peter       | Ilhas Virgens Americanas | 23.68 | Q     |
| 2       | Kana Ichikawa       | Japão                    | 23.86 | Q     |
| 3       | Crystal Emmanuel    | Canadá                   | 23.96 |       |
| 4       | Anthonique Strachan | Bahamas                  | 23.99 |       |
| 5       | Fanny Chalas        | República Dominicana     | 24.02 |       |
| 6       | Justine Palframan   | África do Sul            | 24.09 |       |
| 7       | Karlie Morton       | Austrália                | 24.28 |       |
| 8       | Florence Nkiruka    | Nigéria                  | 24.31 |       |

Semifinal 3
Vento: +1.6 m/s
| Posição | Atleta            | Nacionalidade     | Tempo | Notas |
| ------- | ----------------- | ----------------- | ----- | ----- |
| 1       | Stormy Kendrick   | Estados Unidos    | 23.28 | Q     |
| 2       | Emily Diamond     | Reino Unido       | 23.47 | Q     |
| 3       | Kai Selvon        | Trinidad e Tobago | 23.51 | q     |
| 4       | Mujinga Kambundji | Suíça             | 23.68 |       |
| 5       | Cassandra Pascal  | Canadá            | 24.05 |       |
| 6       | Loreanne Kuhurima | Países Baixos     | 24.27 |       |
| 7       | Nimet Karakuş     | Turquia           | 24.36 |       |
| 8       | Orphée Neola      | França            | 24.69 |       |

### Final
A prova final foi realizada no dia 23 de julho ás 20:25. 
Vento: -0.5 m/s
| Posição           | Atleta          | Nacionalidade            | Tempo | Notas           |
| ----------------- | --------------- | ------------------------ | ----- | --------------- |
| Medalha de ouro   | Stormy Kendrick | Estados Unidos           | 22.99 | Recorde pessoal |
| Medalha de prata  | Jodie Williams  | Reino Unido              | 23.19 |                 |
| Medalha de bronze | Jamile Samuel   | Países Baixos            | 23.27 |                 |
| 4                 | Kai Selvon      | Trinidad e Tobago        | 23.58 |                 |
| 5                 | Ashton Purvis   | Estados Unidos           | 23.62 |                 |
| 6                 | Emily Diamond   | Reino Unido              | 23.65 |                 |
| 7                 | Allison Peter   | Ilhas Virgens Americanas | 23.70 |                 |
| 8                 | Kana Ichikawa   | Japão                    | 24.09 |                 |

Legenda
| Recorde mundial       | Recorde mundial (World record)               |                       | Recorde africano                      | Recorde africano (African) |                                           | Q | Classificado por posição (Qualified) |
| Recorde do campeonato | Recorde do campeonato (Championship record)  | Recorde da América    | Recorde da América (Americas)         | q                          | Classificado por melhor tempo (Qualified) |   |                                      |
| Melhor marca do ano   | Melhor marca do ano (World leading)          | Recorde asiático      | Recorde asiático (Asian)              | DNS                        | Não largou (Did not start)                |   |                                      |
| Recorde nacional      | Recorde nacional (National record)           | Recorde europeu       | Recorde europeu (European)            | DNF                        | Não terminou (Did not finish)             |   |                                      |
| Recorde pessoal       | Recorde pessoal do atleta (Personal best)    | Recorde da Oceania    | Recorde da Oceania (Oceania)          | DSQ / DQ                   | Desclassificado (Disqualified)            |   |                                      |
| Recorde da temporada  | Recorde da temporada do atleta (Season best) | Recorde sul-americano | Recorde sul-americano (South America) | NM                         | Sem marca (No mark)                       |   |                                      |